# 林巴克采勒
林巴克采勒（法語：Rimbachzell，亦作Rimbach-Zell，发音：[ʁimbak.zɛl] 或 [ʁimbax.t͡sɛl]）是法国上莱茵省的一个市镇，属于坦恩-盖布维莱尔区（Thann-Guebwiller）和盖布维莱尔县（Guebwiller）。该市镇总面积1.79平方公里，2009年时的人口为221人。

## 人口

林巴克采勒人口变化图示